# قصر تحوف
قصر تحوف (أو القصر الفرنسي كما تُسمِّيه مديرية الآثار والمتاحف) هو بناءٌ أثريٌّ يعود إلى العهد العثماني كان قائماً في مدينة بانياس شمال غرب سوريا، قبل أن يتعرَّض للهدم في سنة 2009، مسبباً احتجاجات واعتراضات شعبيَّة واسعة من السكان ودوائر الآثار المحليَّين. كان يقع القصر في الكورنيش الساحلي لمدينة بانياس، بقرب جامع البحر. قام مجلس مدينة بانياس بإعطاء رخصة هدمٍ للقصر في شهر أيار من سنة 2009، وهدمه في الثامن والعشرين من الشهر ذاته، وقد أثارَ الهدم احتجاجاتٍ كبيرة، واعترضت عليه المديرية العامة للآثار والمتاحف وشعبة آثار بانياس. إلا أنّ قصر تحوف قد اكتسب بالمقابل شهرةً ومعرفةً غير مسبوقةٍ بعد هدمه، فأثار ضجَّة إعلاميَّةً واسعةً وتصدر عناوين الصّحف، وترتَّب على قضية هدم القصر إصدار محافظ طرطوس عدة تعميمات لحماية آثار المحافظة من حوادث مستقبلية مشابهة.

## التاريخ
يعود تاريخ بناء قصر تحوف إلى العصر العثماني، منذ مائة عام أو أكثر، وقد كان بمثابة نموذجٍ متكاملٍ للعمارة العثمانية في حقبته. شُيِّدَ القصر على يد رجل ثري يُدعَى عبد القادر تحوف، الذي كرَّمه السلطان عبد الحميد الثاني أكثر من مرَّة لقاء مواقفه وأعماله المناهضة للاحتلال الإسرائيلي، ومن قبله الاستعمار الفرنسي. وبعد وفاته ورث القصر أولاده، وهم نديم وشفيق وحسين، بالإضافة إلى عدد من البنات، وفيما بعد توفي الأبناء، فلم يترك شفيق أبناءً، فآلت حصّته إلى باقي الإخوة، وأما حسين فآلت حصته إلى أولاده، وذهبت حصة نديم إلى الورثة الشرعيّين من أبناء إخوته. إلا أنّ جميع ورثة آل تحوف باعوا حصصهم لاحقاً إلى آل الأعسر وآل عثمان، فأصبحت ملكيّة القصر تعود إليهم، وفيما بعد اشترى آل الأعسر جميع حصص آل عثمان، فأصبح لهم حصراً.
كان يتألَّف القصر من طابقين، الأول مخصٌّص لاستضافة الزوَّار، وعلى الأخصّ الدبلوماسيين، ومن بين من زاروه من هؤلاء الدبلوماسيين أولاد السلطان عبد الحميد الثاني، والسياسي أنطون سعادة، ورئيسي الجمهورية السَّابقين أديب الشيشكلي وهاشم الأتاسي، بالإضافة إلى عددٍ كبيرٍ من الشخصيات الأخرى ذات الشأن. وأما فيما يخصّ الطابق الثاني فقد كان لأصحاب القصر من آل تحوف، حيث كانوا يقيمون.
بُنِيَ سقف قصر تحوف من الخشب والقرميد، تتخلَّه قضبان وجسور حديديَّة، وأما الجدران فهي من الحجر الرملي، وقد بُنِيت أرضية الطابق الثاني من بلاط البيتون المُسلَّح بسماكة 12 سنتيمتراً. وقد شُيِّد على جانب القصر درج يقود من جانبه إلى الطّابق الثاني، أضيف متأخّراً بعد مضيّ وقتٍ على تشييد البناء الأصلي. ويُعَدّ قصر تحوف بمجمل تصميمه وعمارته مثالاً نموذجياً على العمارة العثمانية في عهده.

## الهدم
صدر عن مجلس مدينة بانياس في 25 من أيار سنة 2009 قرارٌ يحمل الرقم 290، قام بمَنح مالكي العقار رقم 253 في منقطة بانياس العقارية - أي قصر تحوف - رخصةً لهدم القصر. وقد صدر القرار بناءً على تقرير هدمٍ مصدَّق من نقابة المهندسين بطرطوس بتاريخ 19 من أيار، وسند التعهد لدى الكاتب بالعدل في بانياس رقم 2837/2964 بتاريخ 18 من أيار. وأخيراً مُنِحَ مالك قصر تحوف عبد الحليم أنيس الأعسر وشركاه في الـ27 من أيار رخصة الهدم رقم 33 لهدم القصر، وجاءت الموافقة في اليوم ذاته: «يُهْدَم البناء القائم، والمؤلف من طابق أرضي وأول عبارة عن حجر رملي وسقف خشبي، بقصد إقامة بناء جديد».
وقد شكَّل مجلس مدينة بانياس بأمر إداريٍّ لجنةً من ثلاثة مهندسين لاتّخاذ قرار الهدم، عُيِّن ضمنها ممثل البلدية وممثل المالك، فيما عيَّنت نقابةً المهندسين مندوباً لها. وقد اجتمعت هذه اللّجنة ودرست أوراق الإضبارة كاملة، من حيث الصلاحيات والإشارات المقررة على بيان القيد، ثم ذهبت إلى القصر، وعاينته على صعيد الإنشاء والتّنظيم، وتوصَّلت إلى كون البناء في حالة رثّة لا تضمن بقاءه قائماً. وبالنهاية رفعت اللجنة تقريرها إلى مجلس المدينة مع تصديق نقابة المهندسين.
جاءت كل القرارات والموافقات على عمليَّة الهدم على وجه السرعة، إذ صدرت جميع الرُّخص من الجهات المعنيَّة خلال أقلّ من عشرة أيام. ولم تورد رخصة الهدم توصيف البناء، أو عمره، أو طرازه المعماري، أو القناطر وأهميته التاريخية، أو نوعية الخشب في السقف وطريقة البناء. وبعد ظهر يوم الخميس الـ28 من أيار سنة 2009 قامت جرافات بهدم قصر تحوف وإزالته إزالةً كاملة، من دون الحصول على موافقة السّلطات الأثرية من المديرية العامة للآثار والمتاحف ودائرة آثار طرطوس، وبحلول يوم الجمعة التالي الـ29 من أيار كانت قد أزيلت كافّة آثار وبقايا القصر، لبدء العمل في الموقع على الإنشاءات الجديدة المُخطَّطة.

## تداعيات الهدم

### الخلفية
كان محافظ طرطوس قد أصدر تعميماً برقم 4851 على مجالس المدن والبلديات والخدمات الفنية وشركات القطاع العام والشركات المنفذة للمشروعات الخدمية، بناءً على كتاب كانت قد قدَّمته له المديرية العامة للآثار والمتاحف برقم 4947/5 بتاريخ الـ15 من آب سنة 2006 طلبت فيه ذلك منه، يقضي بمنع هدم «أيّ بناء مكون من الحجر ومسقوف بالعقود الحجرية الخاصة، وطواحين المياه، وينابيع المياه الأثرية، والجسور الحجرية القديمة، والجوامع والكنائس والمقامات القديمة المعقودة بالحجر، والمدافن المحفورة بالصخر، والبيوت العربية، والخانات المكونة من عقود حجرية، وكذلك الأقبية الحجرية المحفورة أو المبنية، وذلك قبل الحصول على موافقة المديرية العامة للآثار والمتاحف». وبحسب المديرية فإنّ مواصفات قصر تحوف كانت تنطبق على الأبنية الواردة من الكتاب، وذلك يعني مخالفةً واضحةً من طرف مجلس المدينة لتعميم المحافظ.

### احتجاجات الهدم
في اليوم التالي للهدم كانت قد أزيلت جميع بقايا القصر الأثريّ، بدون أيٍّ علمٍ لمديرية الآثار والمتاحف ولا لشعبة آثار بانياس. وقد باشرت دائرة آثار طرطوس في الـ31 من أيار بإرسال كتاب تحت الرَّقم 42/ص.ب إلى مجلس مدينة بانياس، تُفيده فيه بعدم علمها عن عملية الهدم حتى انتهائها، واعتراضها على ذلك، وأنّها كانت بصدد إعداد ملف توثيق واستملاك للبناء. وقد كانت شعبة آثار بانياس قد خطّطت - قبل حصول عملية الهدم - لتضمين عرض إمكانية استملاك قصر تحوف في خطّتها لسنة 2010، للعناية به وتسجيله على قائمة التراث الوطني حمايةً له. كما كانت تُفكِّر باستثماره ليكون معلماً سياحياً يجلب دخلاً للمدينة، أو متحفاً وطنياً للتقاليد الشعبية والتراثية، أو بترميمه لاستغلاله كموقع أثريّ فريد. وقد قالت شعبة آثار بانياس إن قلّة الكادر عندها وكثرة المواقع الأثرية في المحافظة التي تُعنَى بها، هما السَّببان اللذين أدَّيا إلى تأخير القيام بهذه الإجراءات اتّجاه القصر الأثريّ.
إلا أن مصطفى الأعسر (أحد أفراد عائلة آل الأعسر المالكة للقصر) أصرَّ على أن الهدم تمَّ ضمن إجراءات قانونية سليمة. فيما قالت اللجنة التابعة لمجلس المدينة التي اتَّخذت قرار الهدم بالمقابل: «قُمنَا بهدم العقار لأنّه أصبح مهجوراً ومأوى للمنحرفين، حيث تقدَّمنا بطلبٍ رسميّ من مجلس مدينة «بانياس»، فتمّ تشكيل لجنة من عدة مهندسين من البلدية لدراسة وضع العقار، وتمَّت الموافقة». وكانت الجنة قد استصدرت من كاتب العدل كتاباً مسجلاً يؤكّد أن البناء غير مسكون، وأكَّدت حصولها على كافّة الوثائق الرسميَّة المطلوبة لعمليَّة الهدم. وقد برَّرت اللجنة أيضاً القرار بضرورة تحديد كون الموقع أثرياً على صحيفته العقارية، وبأنّ المنطقة التي كان البناء قائماً فيها كانت منطقة منظّمةً تجارياً ولا يُسمَح فيها ببناءٍ له أقلّ من خمسة طوابق.
وفيما يتعلَّق بمجلس مدينة بانياس، فقد دافعَ رئيسه عدنان محمد الشغري بشدّة عن قرار الهدم، قائلاً أن دائرة آثار طرطوس كانت قد أرسلت إلى المجلس في الثالث من نيسان سنة 2005 الكتاب رقم 415/ص - المُوقَّع من رئيس الدائرة مروان حسن - الذي تضمَّن قائمة بكافّة المواقع الأثرية في حدود مدينة بانياس الإدارية والتنظيمية، وقد بلغ عددها الكلي 33 عقاراً، إلا أنّ اسم قصر تحوف أو العقار رقم 253 في منطقة بانياس العقارية لم يَرد له أيّ ذكرٍ في القائمة، ولم يرد أيضاً ذكر لكونه موقعاً أثرياً على صحيفته العقارية. ومن هذا المنطلق اعتبر رئيس مجلس المدينة أنّ جلَّ الضجَّة الإعلامية المثارة حول عمليَّة الهدم وأهميَّة القصر الأثرية والتاريخية، لم يكن لها أساس. كما تحدَّث عن ثلاثة كتبٍ سابقة كانت قد أرسلت إلى المجلس من دائرة آثار طرطوس عن حدود آثار خان بيت جبور وقلعة القوز وطاحونة رأس النبع في مدينة بانياس، تُبيِّن المناطق الممنوع الهدم والبناء فيها، واعتبر عدم تضمين قصر تحوف في أي كتابٍ مماثلٍ من دائرة الآثار دليلاً على عدم أهميته. وكان من المُبرِّرات الأخرى التي أبداها أن الكتاب رقم 136/ص بتاريخ الأول من آب سنة 2006 من محافظ طرطوس تضمَّن الأبنية الحجرية المسقوفة بالعقود الحجرية، فيما أنّ سقف قصر تحوف كان من الخشب والقرميد، ممَّا يستثنيه من الأبنية التي يُشير إليها الكتاب. وقد ردّ رئيس دائرة آثار طرطوس على تبريرات عدنان الشغري (رئيس مجلس مدينة بانياس) بقوله أنّ على جميع المؤسسات والتنظيمات في الدّولة أن توحّد جهودها وتتعاون مع الجهات المسؤولة عن العناية بالآثار، في سبيل الحفاظ على المواقع الأثرية والأبنية التراثية في البلاد.

### فتح التحقيق
بعد الاحتجاجات الواسعة التي أثارتها قضيَّة هدم قصر تحوف، أحالت المديرية العامة للآثار والمتاحف - بحسب ما أورده مكتبها الصحفيّ في العاشر من حزيران سنة 2009 - ملفّ قضية «هدم مبنى أثري من قبل مجلس مدينة بانياس دون علم شعبة الآثار» إلى الهيئة المركزية للرقابة والتفتيش، استعداداً لفتح تحقيقٍ فيها والتوصّل إلى الجهة المسؤولة عن هدم الموقع الأثري. وقد شكّلت الهيئة فريق تقصٍّ وتحقيقٍ لبحث القضية بناءً على ما نشره كتاب دائرة آثار طرطوس حولها.

### القرارات المترتبة
صدر على إثر حادثة الهدم تعميمان من محافظ طرطوس عاطف النداف، جاء أوَّلهما في مطلع شهر حزيران من سنة 2009 تحت رقم 7663، يُفِيد بمنع «هدم أيّ بناء له طابع أثري ومكوَّن من الحجر المسقوف بعقود حجرية أو خشبية أو قرميدية، بالإضافة إلى الطواحين والينابيع الأثرية المعقودة والجسور الحجرية القديمة والجوامع والكنائس والخانات المُكوَّنة من عقود حجرية والأقبية المحفورة، إلا بالتنسيق مع دائرة الآثار بطرطوس ليُصَار إلى إجراء الكشف وإعطاء الموافقة اللازمة». في خطوة تهدف إلى تجنّب تكرار الحوادث المماثلة.
وأما التّعميم الثاني فقد كان في شهر تموز من سنة 2009، وجاء هذه المرَّة موجَّهاً نحو الوحدات الإدارية والبلديات، وهو يُفِيد بتنفيذ «مضمون كتاب السيد وزير الثقافة، المتضمِّن طلب الإيعاز بعدم هدم أيّ بناء قديم تجتمع فيه خصائص فنية ومعمارية هامة، وكذلك الجوامع والكنائس المعقودة بالحجر، والمقامات القديمة، والمدافن، بالإضافة إلى البيوت العربية، والأقبية الحجرية، قبل الحصول على موافقة السلطات الأثرية». والمقصود بالسّلطات الأثرية المديرية العامة للآثار والمتاحف، التي يُلزِم التّعميم بالحصول على موافقتها قبل هدم أي بناءٍ تنطبق عليه الصّفات السابقة.